# Estádio Nacional (Maldivas)
O Estádio Nacional das Maldivas (também conhecido como Rasmee Dhandu Stadium - em divehi, ޤައުމީ ފުޓްބޯޅަ ދަނޑު) é um estádio multiuso localizado em Malé, capital das Maldivas.

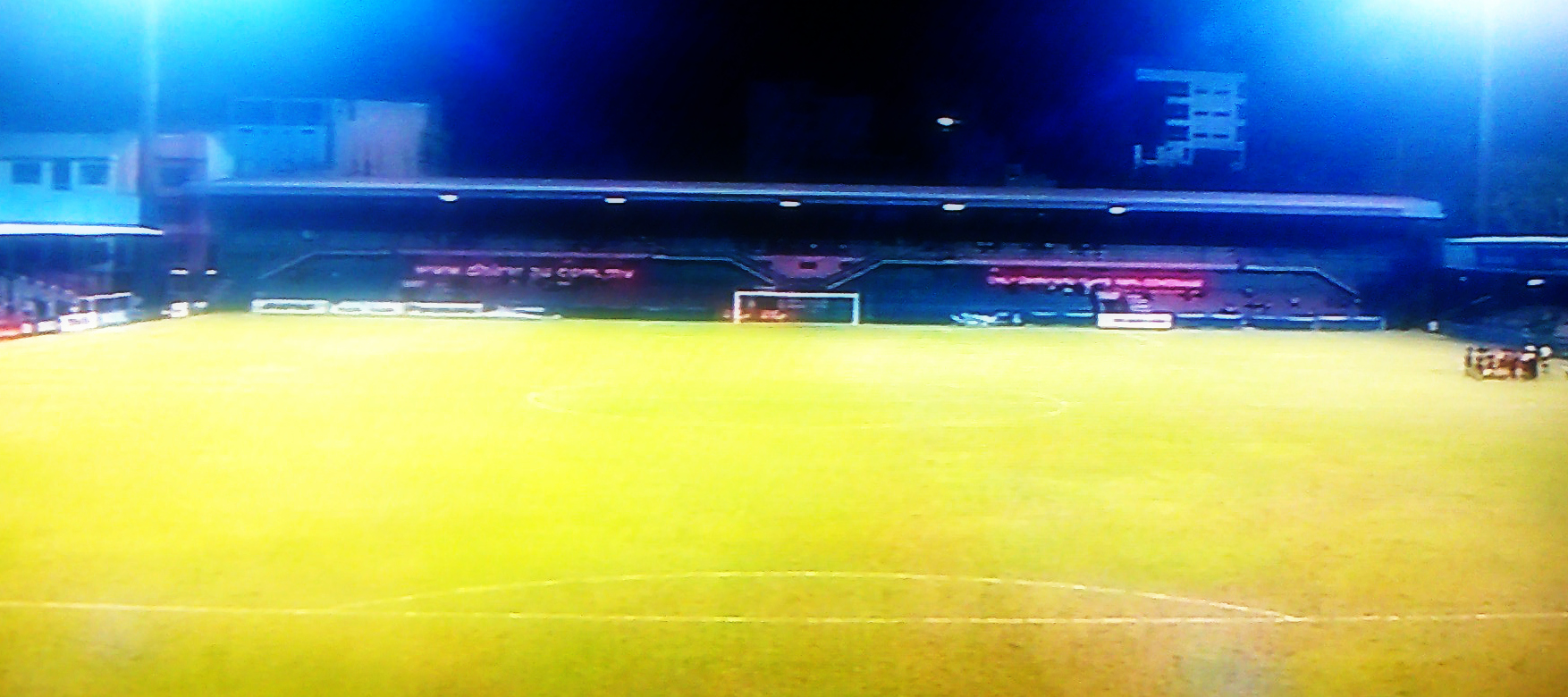
Estádio Galolhu Dhandu (Estádio Nacional das Maldivas)

É usado principalmente para partidas de futebol do Campeonato Maldivo de Futebol, Copa das Maldivas, Copa dos Presidentes (Maldivas), Supercopa das Maldivas e partidas internacionais.
O estádio tem capacidade para cerca de 11.000 espectadores. O estádio foi reformado para atualizar certas instalações, incluindo uma caixa de mídia para a AFC Challenge Cup de 2014 e foi renomeado como Estádio Nacional de Futebol.